# Marie-Jacques Perrier

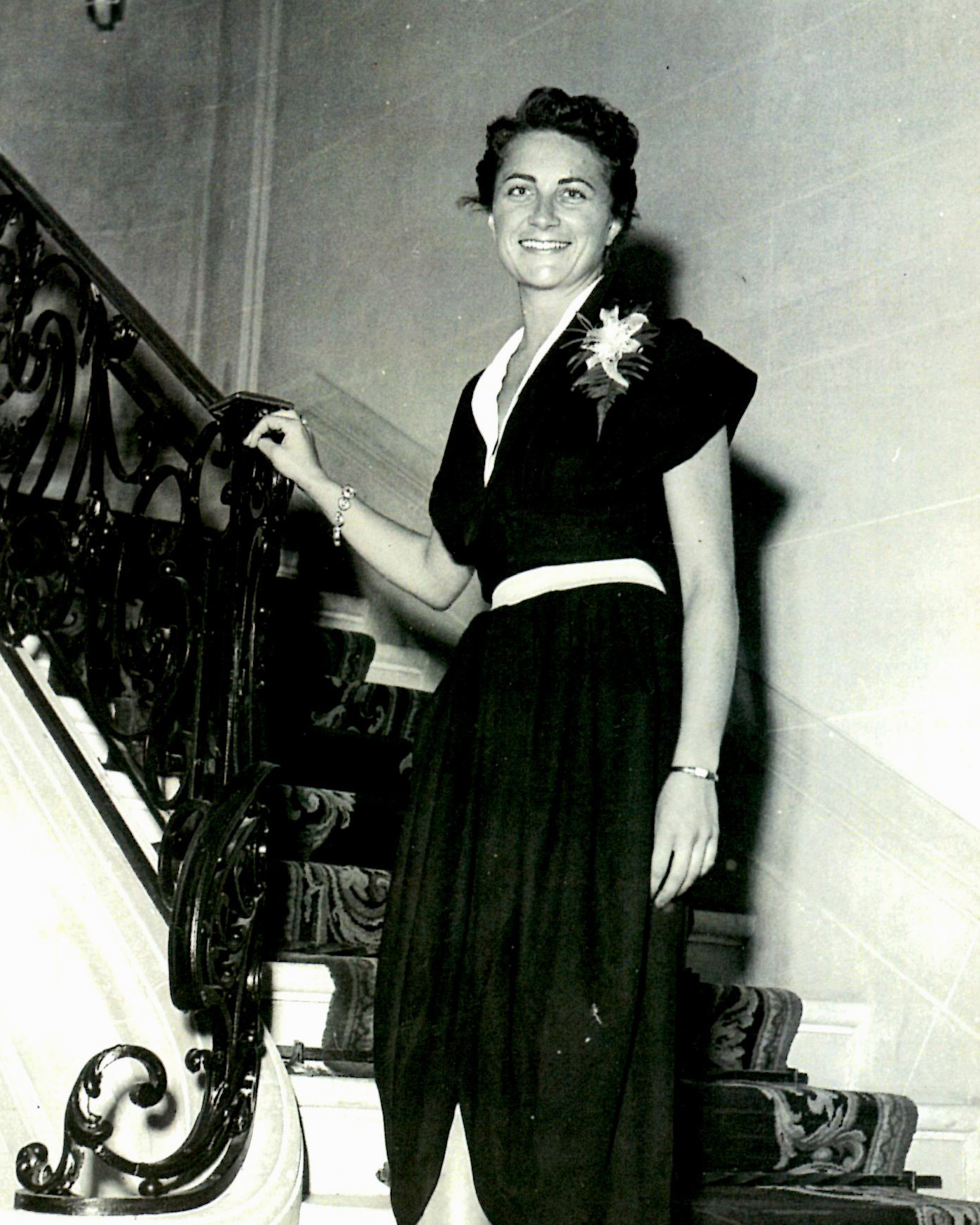
Marie-Jacques Perrier

Marie-Jacques „Jacotte“ Perrier (* 22. November 1924 in Paris; † 29. November 2012 ebenda) war eine französische Sängerin und Modejournalistin, die als Dreizehnjährige Aufnahmen mit Django Reinhardt machte.

## Leben und Wirken
Jacotte Perrier kam schon in frühen Jahren durch ihre Eltern Madeleine und Robert Perrier, die Amateurmusiker waren und auch komponierten (Noël pour Jacotte), mit der Jazzmusik in Berührung. Sie spielte im Kinderorchester von Albert Jeanneret, dem älteren Bruder von Le Corbusier. Mit sechs Jahren nahmen ihre Großeltern sie mit auf ein Konzert von Jack Hylton im Théâtre de l’Empire. Ihre Eltern kannten Künstler und Musiker wie Robert, Sonia und Charles Delaunay, Joséphine Baker und den Komponisten und Jazzliebhaber Jean Tranchant (1904–1992), so dass ein Kontakt zu Michel Warlop und Stéphane Grappelli hergestellt wurde.
Jean Tranchant schrieb für die junge Jacotte das Chanson Salades de l’Oncle François, das sie 1938 mit Stéphane Grappelli und Django Reinhardt aufnahm (Columbia DF2344). Am 5. Januar 1938 nahm sie mit Reinhardt eine weitere Gesangsnummer auf, Ric et Pussy, veröffentlicht als „La Petite Jacotte Perrier“. Dem Quintette du Hot Club de France gehörten bei dieser Session außerdem Stéphane Grappelli (Geige), Joseph Reinhardt (Rhythmusgitarre) und Sigismond Beck (Kontrabass) an. Perrier nahm 1938 mit dem Orchestre Marcel Cariven auch die Kinderlieder La poule et les poussins und Le petit chat de la fermière (Columbia DF-2338) auf.
Zwischen 1936 und 1939 trat Jacotte Perrier mehrmals im französischen Rundfunk auf, u. a. im Duo mit Mouloudji, in Sketchen und in der Werbung. Begleitet wurde sie dabei von (Jazz-)Orchestern von Jo Bouillon, Jacques Météhen und Aimé Barelli, ferner von Jacques Oudart (Le petit cheval).
Ab 1955 war sie als Modejournalistin für Women’s Wear Daily und den Daily News Record tätig.
Mit 80 Jahren nahm sie unter ihrem Geburtsnamen Marie-Jacques Perrier ein Album mit Kompositionen ihrer Eltern (Échos du R. 26) auf, begleitet von Philippe Milanta; Stéphane Grappelli begleitete sie auch bei La pluie sur le toit.
Sie ist nicht mit der gleichnamigen französischen Kostümbildnerin zu verwechseln.